# セミガリア語

1200年頃のバルト系民族の分布

セミガリア語（セミガリアご）はインド・ヨーロッパ語族バルト語派に属する死語。

## 歴史
リトアニア北部とラトビア南部でのゼムガレといわれる地域で話されていた。16世紀までにラトビア人と同化して消えたと考えられている。セミガリア語は16世紀以前の原文や参考資料などから知られている。

## 発音
セミガリア語はクロニア語との間に音韻論的な類似点が認められる。また、ラトビア語との間にもわずかに類似点がある。バルト語派の言語に共通している子音の/k/、/g/は軟音化されたセミガリア語では/c/, /d͡z/になっていた。すべてのバルト語派に共通する語尾にある長母音と二重母音は短母音化した
。